# ラテコエール28
ラテコエール28（Latécoère 28）は、1930年代のフランスの長距離郵便機、旅客機である。エールフランスの前身の会社の１つ Aéropostaleで大陸間の郵便機として使われ、大戦間のフランスの植民地政策を補完した。アントワーヌ・ド・サン＝テグジュペリやジャン・メルモーズらの乗った飛行機として知られる。
ラテコエール28はラテコエール26の発展型で、単発の支柱で支持された単葉機で、エンジンは初めルノー 12Jbrが搭載された。固定脚で閉鎖式のコクピットに2名の乗員が搭乗し、8人の乗客のためのキャビンが取り付けられた。
1927年から1932年の間にいくつかの型式の50機が製作された。1930年5月12日、ラテコエール28-3はメルモーズによってセネガルのサンルイからブラジルのナタールまで南大西洋横を横断する21時間の郵便飛行に成功した。
ルノーエンジンはすぐに500馬力のイスパノ・スイザのエンジンに換装され、水上機型は650馬力のイスパノスイザのエンジンが搭載された。
カサブランカからダカールへの郵便飛行、パリとマドリード間の飛行、南アメリカへの郵便飛行に用いられた。南アメリカへの郵便飛行はそれまで汽船で数週間から1月かけて運ばれた郵便物を4日で送ることを可能にした。
軍用機として使われたことは少ないが、ベネズエラ軍が爆撃機として3機を購入し、スペイン内戦で数機がフランス政府から人民戦線側に供与された。

## スペック (Latécoère 28.0)
- 乗員： 2名
- 乗客： 8名
- 全長： 13.64 m
- 全幅： 19.25 m
- 全高： 3.58 m
- 全備重量： 3,856 kg
- エンジン： ルノー 12Jb, 373 kW (500 hp) × 1
- 最大速度： 223 km/h
- 航続距離： 4,685 km